# Joe DeLoach
Joseph (Joe) Nathaniel DeLoach (Bay City (Texas), 5 juni 1967) is een voormalige Amerikaanse sprinter, die gespecialiseerd is in de 200 m. Hij werd olympisch kampioen op deze discipline.

## Biografie
Joe DeLoach heeft 11 zussen en 1 broer. Al sinds jonge leeftijd genoot hij van het hardlopen en wilde Americanfootballspeler worden. Op latere leeftijd legde hij zich toe op de sprint. Hij trainde op de Universiteit van Houston, zoals ook zijn voorganger Carl Lewis deed.
In 1988 had hij moeite om goed te presteren op de olympische selectiewedstrijden. Toen het er uiteindelijk om ging won hij de 200 m (hij versloeg hiermee Carl Lewis, zijn ploeggenoot van de Santa Monica Track Club) en werd hij vijfde op de 100 m. Zijn eerste genoemde prestatie was voldoende om zich te kwalificeren voor de Olympische Spelen van 1988 in Seoel.
Daar waren hij en Carl Lewis de grote favorieten op de 200 m. In de finale leek Carl Lewis op weg zijn olympische titel te prolongeren, maar Joe DeLoach kwam dichterbij en won de wedstrijd met een verbetering van het olympisch record. Met een tijd van 19,75 versloeg hij zijn landgenoot Carl Lewis (zilver; 19,79) en de Braziliaan Robson da Silva (brons; 20,04).
Na de olympische finale kwam hij nooit meer op zijn oude niveau. In 1992 kon hij zich wegens blessures niet kwalificeren voor de Olympische Spelen van 1992 in Barcelona. Hierna trok hij zich terug uit de topsport. Hij woonde met zijn vrouw en drie kinderen in zijn geboortestad Bay City.

## Titels
- Olympisch kampioen 200 m - 1988
- NCAA kampioen 100 m - 1988
- Pan-Amerikaans juniorenkampioen 100 m - 1984
- Pan-Amerikaans juniorenkampioen 200 m - 1984

## Persoonlijke records
| Onderdeel | Prestatie | Datum             | Plaats |
| --------- | --------- | ----------------- | ------ |
| 100 m     | 10,03 s   | 4 juni 1988       | Eugene |
| 200 m     | 19,75 s   | 28 september 1988 | Seoel  |

## Palmares

### 100 m
- 1984:  Pan-Amerikaanse juniorenkampioenschappen - 10,43 s

### 200 m
- 1984:  Pan-Amerikaanse juniorenkampioenschappen - 20,94 s
- 1988:  Olympische Spelen van Seoel - 19,75 (OR)

1900: John Tewksbury ·
1904: Archie Hahn ·
1908: Bobby Kerr ·
1912: Ralph Craig ·
1920: Allen Woodring ·
1924: Jackson Scholz ·
1928: Percy Williams ·
1932: Eddie Tolan ·
1936: Jesse Owens ·
1948: Mel Patton ·
1952: Andy Stanfield ·
1956: Bobby Morrow ·
1960: Livio Berruti ·
1964: Henry Carr ·
1968: Tommie Smith ·
1972: Valeri Borzov ·
1976: Don Quarrie ·
1980: Pietro Mennea ·
1984: Carl Lewis ·
1988: Joe DeLoach ·
1992: Mike Marsh ·
1996: Michael Johnson ·
2000: Konstantinos Kenteris ·
2004: Shawn Crawford ·
2008: Usain Bolt ·
2012: Usain Bolt ·
2016: Usain Bolt ·
2020: Andre De Grasse ·
2024: Letsile Tebogo